# Morocco Tennis Tour Casablanca 2012
Il Morocco Tennis Tour Casablanca 2012 è stato un torneo di tennis facente parte della categoria ITF Women's Circuit nell'ambito dell'ITF Women's Circuit 2012. Il torneo si è giocato a Casablanca in Marocco dal 14 al 20 maggio 2012 su campi in terra rossa e aveva un montepremi di 25 000 $.

## Vincitori

### Singolare
Arantxa Parra Santonja ha battuto in finale  Ol'ga Savčuk con il punteggio di 6–4, 6–4

### Doppio
Ol'ga Savčuk /  Renata Voráčová hanno battuto in finale  Elena Bogdan /  Ioana Raluca Olaru con il punteggio di 6–1, 6–4